# Quarter-pipe

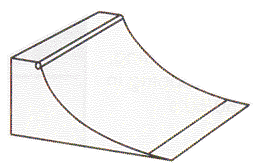
Un quarter-pipe de skatepark

Le quarter-pipe (littéralement « quart de tube » en anglais) est une structure utilisée pour les sports de glisse comme le skateboard, le roller, la trottinette ou le BMX. Il s'agit d'un tremplin permettant d'effectuer des figures en l'air. Il s'agit également d'un type de module de skatepark. Dans le cas du ski freestyle ou du snowboard on parle plutôt de « big air », auquel cas il est fait de neige.

## Description
Comme son nom l'indique, le quarter-pipe est un demi half-pipe. Il s'agit d'une pente ascendante se terminant à la verticale. Il est le plus souvent fait en bois ou en ciment. Certains quarter-pipes peuvent atteindre plus de 8 mètres de haut.

## But
Le but est de s'élancer afin de décoller au-dessus du bord du quarter, appelé « coping », avant de retomber à la verticale à l'endroit d'où on a décollé.
L'objectif d'un rideur prenant un quarter-pipe est souvent d'aller le plus haut possible. Cependant, il est également possible d'y placer des figures, notamment certains tricks faisables uniquement sur un tel module, comme les « flairs ».

## Risques
La difficulté sur un quarter-pipe est de conserver une trajectoire parfaitement verticale. Dans le cas contraire, le rideur risque de retomber sur le « coping » ou, plus dangereux, au bas du quarter-pipe.